# 特洛依·帕西佛
特洛依·尤金·帕西佛（Troy Eugene Percival，1969年8月9日—）生於加利福尼亞州方塔那，是美國職棒大聯盟的終結者，目前已退休。他生涯前十年效力於加州天使、安那罕天使，是天使隊能奪得2002年世界大賽冠軍的關鍵人物。

## 生涯

### 年輕時代
帕西佛就讀於加州大學河邊分校。在1990年選秀會，天使隊以第6輪選走守備位置是捕手的他。不過小聯盟的第一年，他的打擊率只有.200。然後教練團發現，帕西佛的回傳球速比投手投出來的還快，於是把他換到投手的位置。1995年，他以中繼投手的身分，首度在大聯盟上場，後來大多擔任李‧史密斯的佈局投手。

### 終結者
1996年，帕西佛成為扮演隊上專任終結者的角色，當年主投74局，救援成功36次，有100個三振的演出。1998年，他又拿下42次救援成功，創下生涯最高；2002年是表現最好的一季，戰績4勝1敗40救援，自責分率1.92，投出68次三振。
四次入選全明星隊的帕西佛，生涯共投了586.2局，29勝38敗，通算自責分率2.99。他救援成功316次，在大聯盟史上排行第12。但是成為終結者後，他的每九局平均三振率卻越來越低，從2002年的10.86、2003年的8.76一直掉到2004年的5.98。他的快速球球速有96~100英里，到2004年也只剩92~93英里；因為在2003年開始嚴重退化，帕西佛不得不調整他的投球姿勢。
帕西佛和天使的合約在2004年到期，季末成為自由球員。考慮到帕西佛的年齡及身體狀況，天使決定不再與他續約，而讓超級新秀法蘭西斯科·羅德里奎茲升任終結者。天使原本希望能以較低的條件重簽帕西佛，讓他重作馮婦，回到佈局投手的位置，然而他決心去找一個可以讓他繼續擔任終結者的球隊。面對離開生涯唯一待過的隊伍，帕西佛說他可以理解天使球團重用羅德里奎茲的決定，也沒有任何不悅的感覺。

### 2005年之後
2005年，帕西佛以自由球員的身分和底特律老虎簽約。在康美利加球場重新出發，他卻只有11次救援機會，表現平平，其中8次救援成功，自責分率5.76。之後的七月份，帕西佛的右前臂嚴重受傷，也結束了他該年的球季。

## 值得一提
帕西佛在天使隊隊史上，是六個曾經單季奪三振次數超過100的的非先發投手之一。共計有：馬克·科里爾(Mark Clear)（1980年，105次）、德魏恩·布斯(DeWayne Buice)（1987年，109次）、布萊恩·哈維(Bryan Harvey)（1991年，101次）、帕西佛（1996年，100次）。後來還有史考特·謝爾茲(Scot Shields)（2004年，109次）和法蘭西斯科·羅德里奎茲(Francisco Rodriguez)（2004年，123次）、

## 相關連結
- 球員資訊和成績在MLB，ESPN，Baseball-Reference，Fangraphs，The Baseball Cube（英文）